# Valea Salciei
Valea Salciei là một xã thuộc hạt Buzău, România. Dân số thời điểm năm 2002 là 874 người.